# Tiaong
Tiaong is een gemeente in de Filipijnse provincie Quezon op het eiland Luzon. Bij de laatste census in 2010 telde de gemeente bijna 92 duizend inwoners.

## Geografie

### Bestuurlijke indeling
Tiaong is onderverdeeld in de volgende 31 barangays:
| - Anastacia - Aquino - Ayusan I - Ayusan II - Barangay I - Barangay II - Barangay III - Barangay IV - Behia - Bukal - Bula | - Bulakin - Cabatang - Cabay - Del Rosario - Lagalag - Lalig - Lumingon - Lusacan - Paiisa - Palagaran | - Quipot - San Agustin - San Francisco - San Isidro - San Jose - San Juan - San Pedro - Tagbakin - Talisay - Tamisian |

## Demografie
Tiaong had bij de census van 2010 een inwoneraantal van 91.599 mensen. Dit waren 3.892 mensen (4,4%) meer dan bij de vorige census van 2007. Ten opzichte van de census van 2000 was het aantal inwoners gegroeid met 16.101 mensen (21,3%). De gemiddelde jaarlijkse groei in die periode kwam daarmee uit op 1,95%, hetgeen hoger was dan het landelijk jaarlijks gemiddelde over deze periode (1,90%).

De bevolkingsdichtheid van Tiaong was ten tijde van de laatste census, met 91.599 inwoners op 168,38 km², 544 mensen per km².